# Одеон в Тавромении

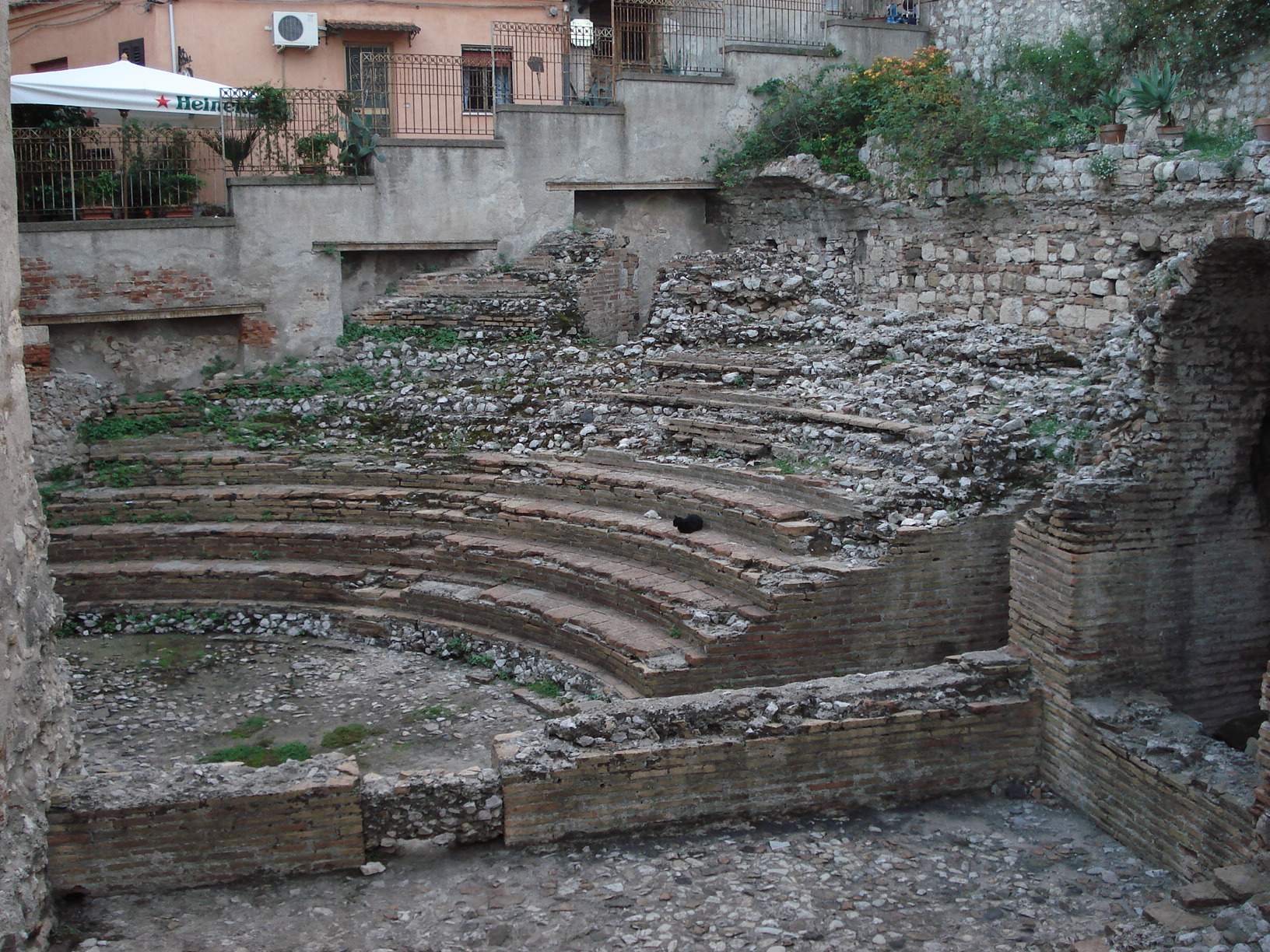

Развалины Одеона в Тавромении. Старое фото

Одеон в Тавромении — крытый театр античного города Тавромения (совр. город Таормина, Сицилия).
Театр-одеон был построен в I век до н. э. при Октавиане Августе.
Он рассчитан на 200 человек. Большинство античных театров направлены скеной на юг, маленький одеон города Тавромения — на северо-восток. Здание использовалось, скорее всего, для официальных мероприятий и музыкальных выступлений.
Сейчас остатки зрительного зала (театрона) и орхестры зажаты среди обступающих их жилых домов.